# Doratogonus subpartitus
Doratogonus subpartitus é uma espécie de millipede da família Spirostreptidae.
É endémica da África do Sul.